# Arrotino

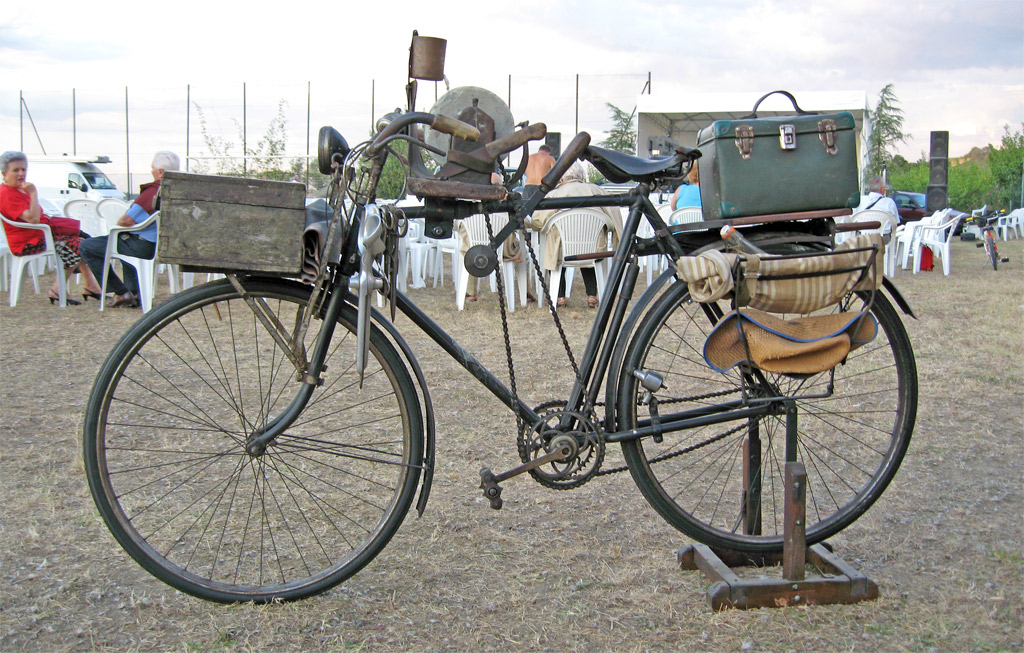
Una bicicletta adattata per il lavoro di arrotino

L'arrotino è una professione artigiana che consiste nella molatura o affilatura delle lame.

## Storia
Un tempo svolgevano anche l'attività di ombrellai e riparavano gli ombrelli ed i meccanismi di apertura e chiusura, nonché gli esoscheletri deperiti o bloccati degli stessi. Era sempre più diffusa la capacità di rimediare a piccole e medie perdite di cucine a gas o la riparazione di pentole.
La figura permane al giorno d'oggi solo come spettro di quella passata, con truffatori i quali usano il pretesto di questo mestiere per introdursi nelle abitazioni delle persone più indifese per derubarle.

## L'attività

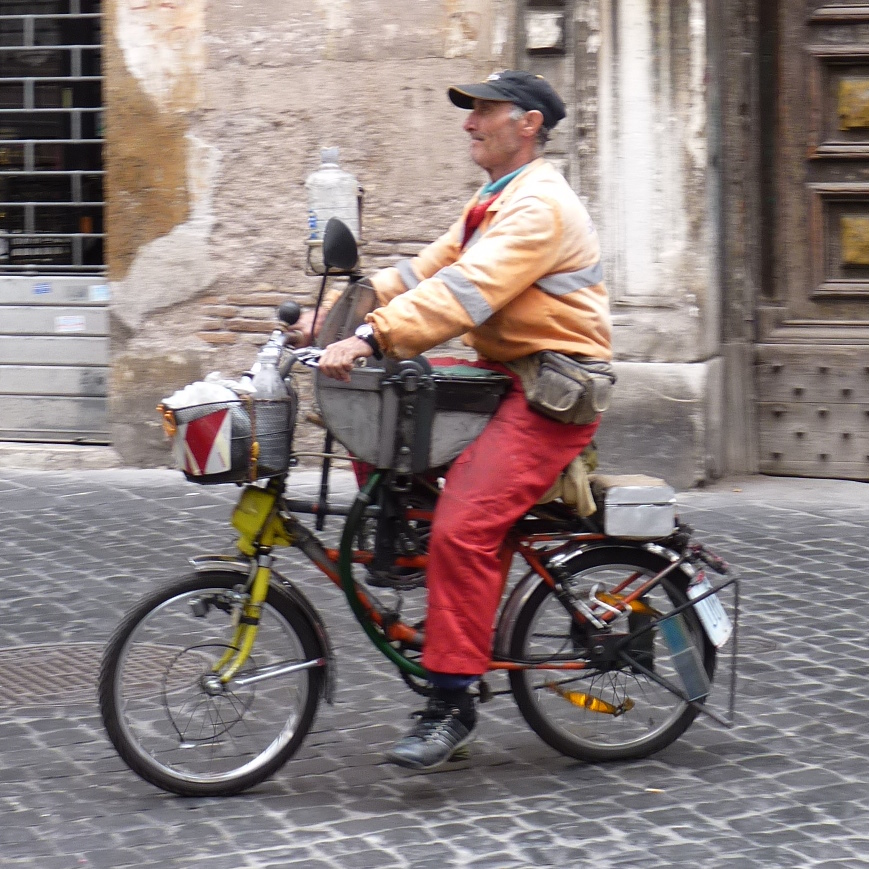
Moderno arrotino con mola montata su una bicicletta. La mola viene messa in movimento da una seconda catena collegata ai pedali.

Inizio secolo XX, arrotino (detto in milanese "moleta" in piazza Fontana (Milano), con il suo carretto

Mola per affilare coltelli (anni 1940)

Per gli spostamenti utilizzava di solito un carretto, una volta giunto sul luogo di lavoro, veniva letteralmente ribaltato su sé stesso e si trasformava nello strumento di lavoro. Alla ruota veniva agganciato un pedale con vari snodi, veniva fissata la cinghia di trasmissione del movimento alla mola e su una parte sporgente del carretto, fissava poi un secchiello con dell'acqua che sgocciolava sulla mola mediante un piccolo rubinetto dosatore, con funzioni di lubrificante. Col bello o col cattivo tempo era sempre in cammino da un paese all'altro in cerca di lavoro. Era faticoso farsi una clientela, difficile crearsi una zona di lavoro propria e difendere il proprio territorio dalla concorrenza di altri arrotini, per tali ragioni occorreva affinare il proprio mestiere e mantenere prezzi competitivi. Fino agli anni sessanta l'esercizio di questo mestiere comportava molti sacrifici.
Successivamente passò ad adoperare autoveicoli, nel cui vano portabagagli vi erano una o più mole collegate all'albero di trasmissione e altre cose che potevano servire per il proprio lavoro.
Un monumento dedicato a questo artigiano, chiamato moleta in dialetto, si trova all'ingresso di Pinzolo.

## La figura nell'arte
Esistono due sculture che rappresentano l'arrotino intento nella propria attività. Si tratta de L'arrotino di Giovan Battista Piamontini, realizzato nel 1754 ed oggi conservato alla National Gallery of Ireland di Dublino, in Irlanda. Altra opera esposta agli Uffizi di Firenze è l'Arrotino, celebre scultura ellenistica che in origine componeva un gruppo statuario, rappresentante il mito di Apollo e Marsia; ritenuto nei secoli scorsi un originale greco, fu considerata una delle statue classiche più belle esistenti al mondo, ma oggi la critica l'ha riconosciuta come semplice copia del I secolo a.C. da un originale ellenistico.

## Galleria d'immagini

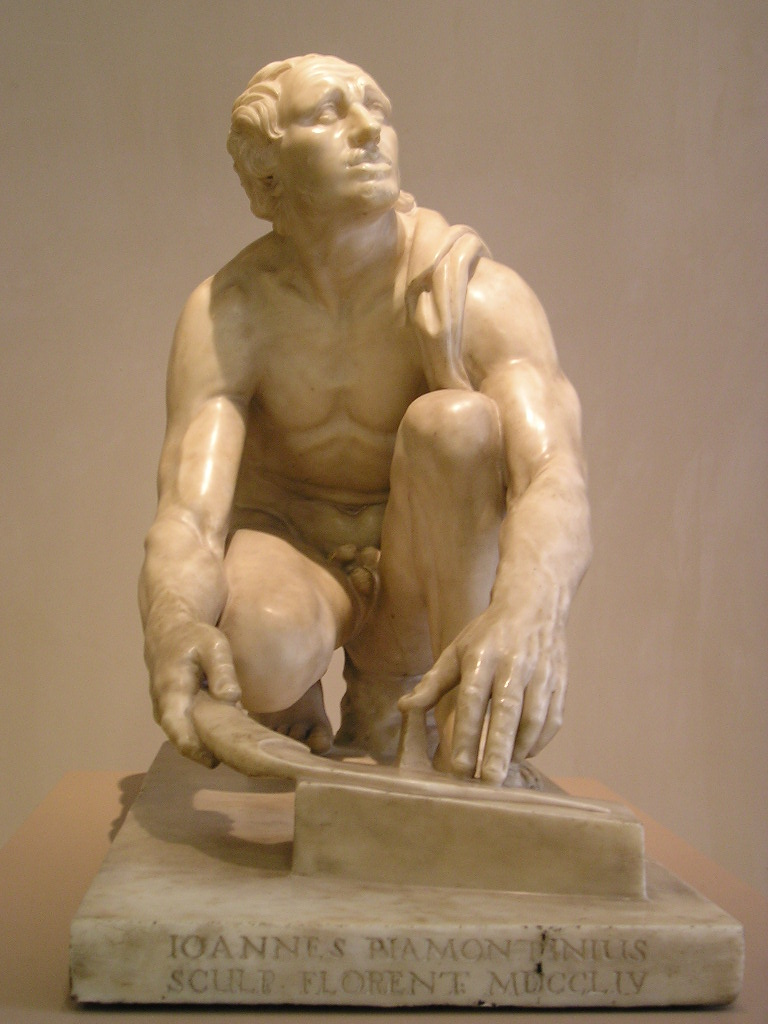
L'arrotino di Giovan Battista Piamontini realizzato nel 1754
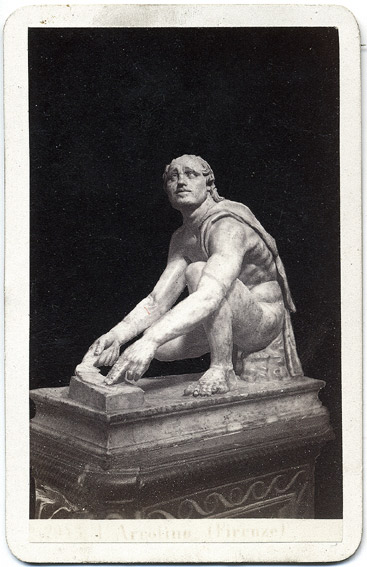
Foto, del 1880 circa, del'Arrotino, una delle statue di un gruppo che illustrava il mito di Apollo e Marsia
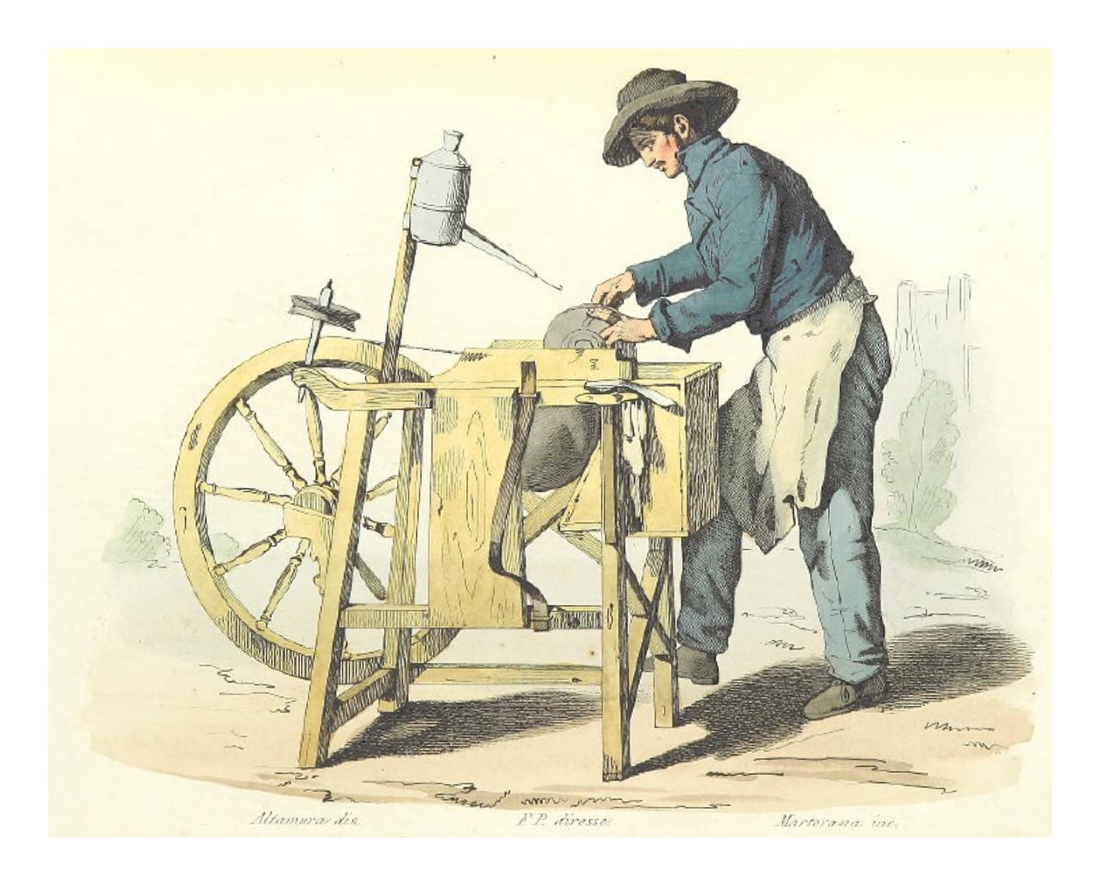
Rappresentazione di un arrotino del Regno delle Due Sicilie, tratta dall'opera Usi e costumi di Napoli e contorni descritti e dipinti (1853)